# Pontiac GTO
Pontiac GTO är en bilmodell byggd av Pontiac åren 1964–1974 och 2004–2006.
GTO anses vara den första muskelbilen. Från 1964 till 1965 var den en variant av Pontiac Tempest, men 1966 blev den en egen modell .
Åren 2004–2006 återkom det legendariska namnet. Denna Pontiac GTO var i allt väsentligt en vänsterstyrd Holden Monaro. Australiensk design med amerikansk drivlina.
- Wikimedia Commons har media som rör Pontiac GTO.